# Kerstin Behrendtz
Clary Kerstin Margareta Behrendtz (n. 18 august 1950, parohia Danderyd⁠(d), Comitatul Stockholm, Suedia – d. 28 martie 2020, Stockholms Sankt Görans distrikt⁠(d), Comitatul Stockholm, Suedia) a fost o prezentoare de radio și director muzical pentru programele Sveriges Radio din Suedia. 

## Biografie
Behrendtz a lucrat pentru Sveriges Radio ca director muzical, selectând melodiile care urmau a fi ascultate în programele postului de radio. Ea s-a retras din activitate pe 31 august 2017. Pe 7 octombrie 2017, Behrendtz prezentat Jukeboxen la Sveriges Radio P4. A făcut parte din comitetul de selecție care a decis ce melodii vor lua parte la Melodifestivalen 2014. De asemenea, a făcut parte din comitetul de selecție pentru Swedish Music Hall of Fame din 2014 până la moartea ei.
Behrendtz a fost căsătorită între 1972 și 1977 cu regizorul Thomas Samuelsson și au avut doi copii împreună.
Behrendtz a decedat pe 28 martie 2020, suferind de COVID-19, în timpul pandemiei de COVID-19.